# Sharjah
Sharjah (în arabă الشارقة aš-Šāriqah) este al treilea cel mai mare oraș din Emiratele Arabe Unite.
Orașul Sharjah este capitala emiratului omonim și este un centru cultural și industrial, contribuind de unul singur cu 7,4% la PIB-ul Emiratelor Arabe Unite. Orașul se întinde pe o suprafață de 235 km² și are o populație de peste 800.000 de locuitori (2008).

## Clima
| Date climatice pentru Sharjah          | Date climatice pentru Sharjah | Date climatice pentru Sharjah | Date climatice pentru Sharjah | Date climatice pentru Sharjah | Date climatice pentru Sharjah | Date climatice pentru Sharjah | Date climatice pentru Sharjah | Date climatice pentru Sharjah | Date climatice pentru Sharjah | Date climatice pentru Sharjah | Date climatice pentru Sharjah | Date climatice pentru Sharjah | Date climatice pentru Sharjah |
| Luna                                   | Ian                           | Feb                           | Mar                           | Apr                           | Mai                           | Iun                           | Iul                           | Aug                           | Sep                           | Oct                           | Nov                           | Dec                           | Anual                         |
| -------------------------------------- | ----------------------------- | ----------------------------- | ----------------------------- | ----------------------------- | ----------------------------- | ----------------------------- | ----------------------------- | ----------------------------- | ----------------------------- | ----------------------------- | ----------------------------- | ----------------------------- | ----------------------------- |
| Maxima medie °C (°F)                   | 24.2 (75,6)                   | 25.2 (77,4)                   | 28.8 (83,8)                   | 34.0 (93,2)                   | 38.5 (101,3)                  | 40.8 (105,4)                  | 42.2 (108)                    | 41.7 (107,1)                  | 39.8 (103,6)                  | 36.0 (96,8)                   | 30.9 (87,6)                   | 26.2 (79,2)                   | 34,03 (93,25)                 |
| Media zilnică °C (°F)                  | 17.6 (63,7)                   | 18.5 (65,3)                   | 21.5 (70,7)                   | 25.7 (78,3)                   | 29.7 (85,5)                   | 32.1 (89,8)                   | 34.2 (93,6)                   | 33.8 (92,8)                   | 31.2 (88,2)                   | 27.8 (82)                     | 23.1 (73,6)                   | 19.4 (66,9)                   | 26,22 (79,19)                 |
| Minima medie °C (°F)                   | 12.1 (53,8)                   | 12.7 (54,9)                   | 15.3 (59,5)                   | 18.3 (64,9)                   | 21.9 (71,4)                   | 24.6 (76,3)                   | 27.5 (81,5)                   | 27.7 (81,9)                   | 24.3 (75,7)                   | 20.6 (69,1)                   | 16.4 (61,5)                   | 13.5 (56,3)                   | 19,58 (67,24)                 |
| Minima istorică °C (°F)                | 3.4 (38,1)                    | 2.5 (36,5)                    | 8.3 (46,9)                    | 10.9 (51,6)                   | 13.0 (55,4)                   | 18.3 (64,9)                   | 21.7 (71,1)                   | 22.2 (72)                     | 18.5 (65,3)                   | 13.3 (55,9)                   | 9.2 (48,6)                    | 5.0 (41)                      | 2,5 (36,5)                    |
| Precipitații mm (inches)               | 9.5 (0.374)                   | 34.8 (1.37)                   | 33.0 (1.299)                  | 7.5 (0.295)                   | 1.4 (0.055)                   | 0.0 (0)                       | 0.1 (0.004)                   | 0.0 (0)                       | 0.0 (0)                       | 0.0 (0)                       | 5.1 (0.201)                   | 15.5 (0.61)                   | 106,9 (4,209)                 |
| Umiditate [%]                          | 69.0                          | 68.0                          | 64.0                          | 56.0                          | 51.0                          | 56.0                          | 54.0                          | 57.0                          | 62.0                          | 64.0                          | 64.0                          | 69.0                          | 61,17                         |
| Nr. de zile cu precipitații (≥ 0.2 mm) | 1.5                           | 3.3                           | 4.0                           | 1.2                           | 0.1                           | 0.0                           | 0.1                           | 0.1                           | 0.0                           | 0.0                           | 0.4                           | 2.0                           | 12,7                          |
| Ore însorite                           | 244.9                         | 226.8                         | 257.3                         | 294.0                         | 350.3                         | 348.0                         | 331.7                         | 325.5                         | 306.0                         | 300.7                         | 276.0                         | 244.9                         | 3.506,1                       |
| Sursă: NOAA (1977–1991)                |                               |                               |                               |                               |                               |                               |                               |                               |                               |                               |                               |                               |                               |

## Galerie

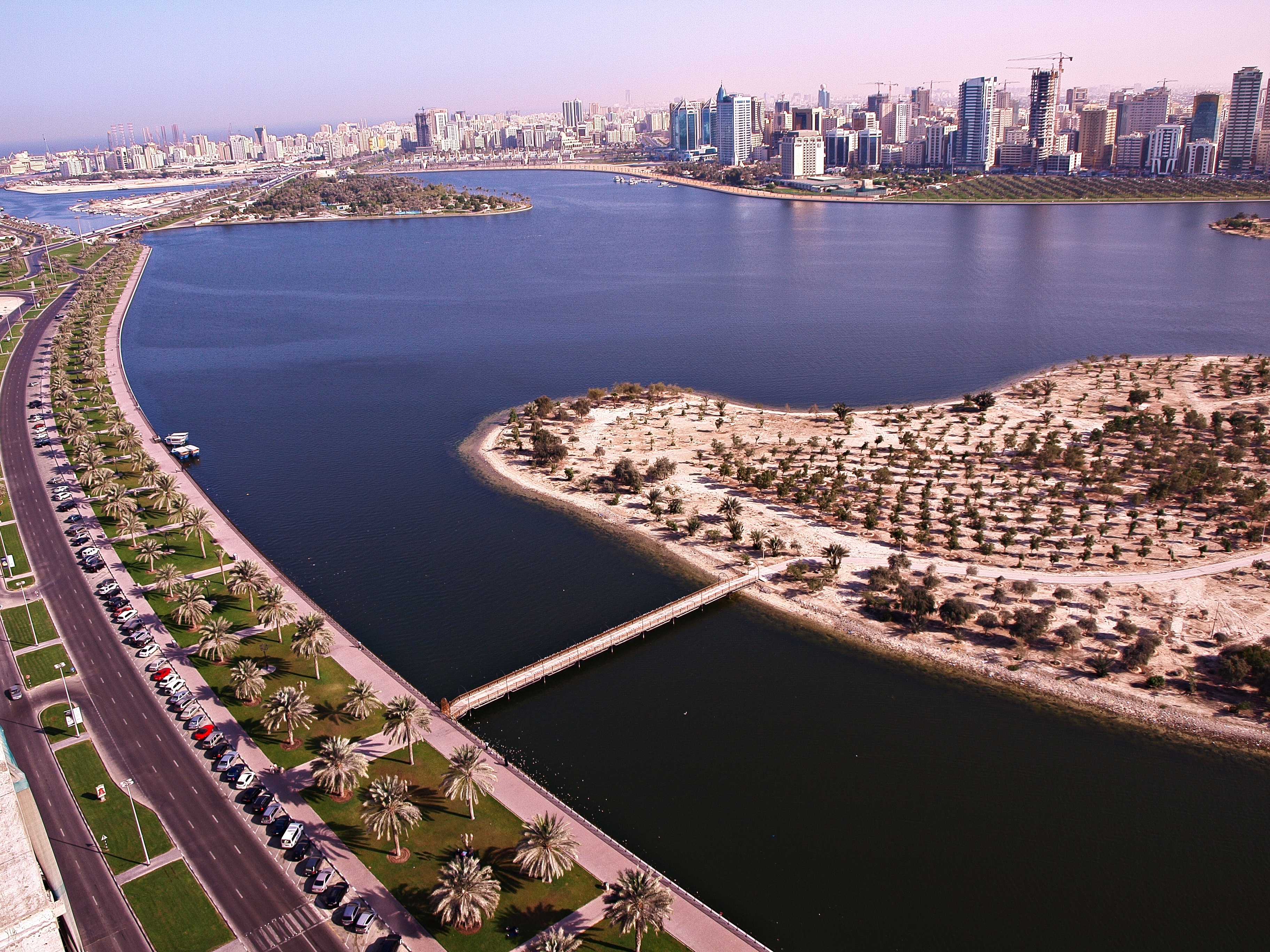
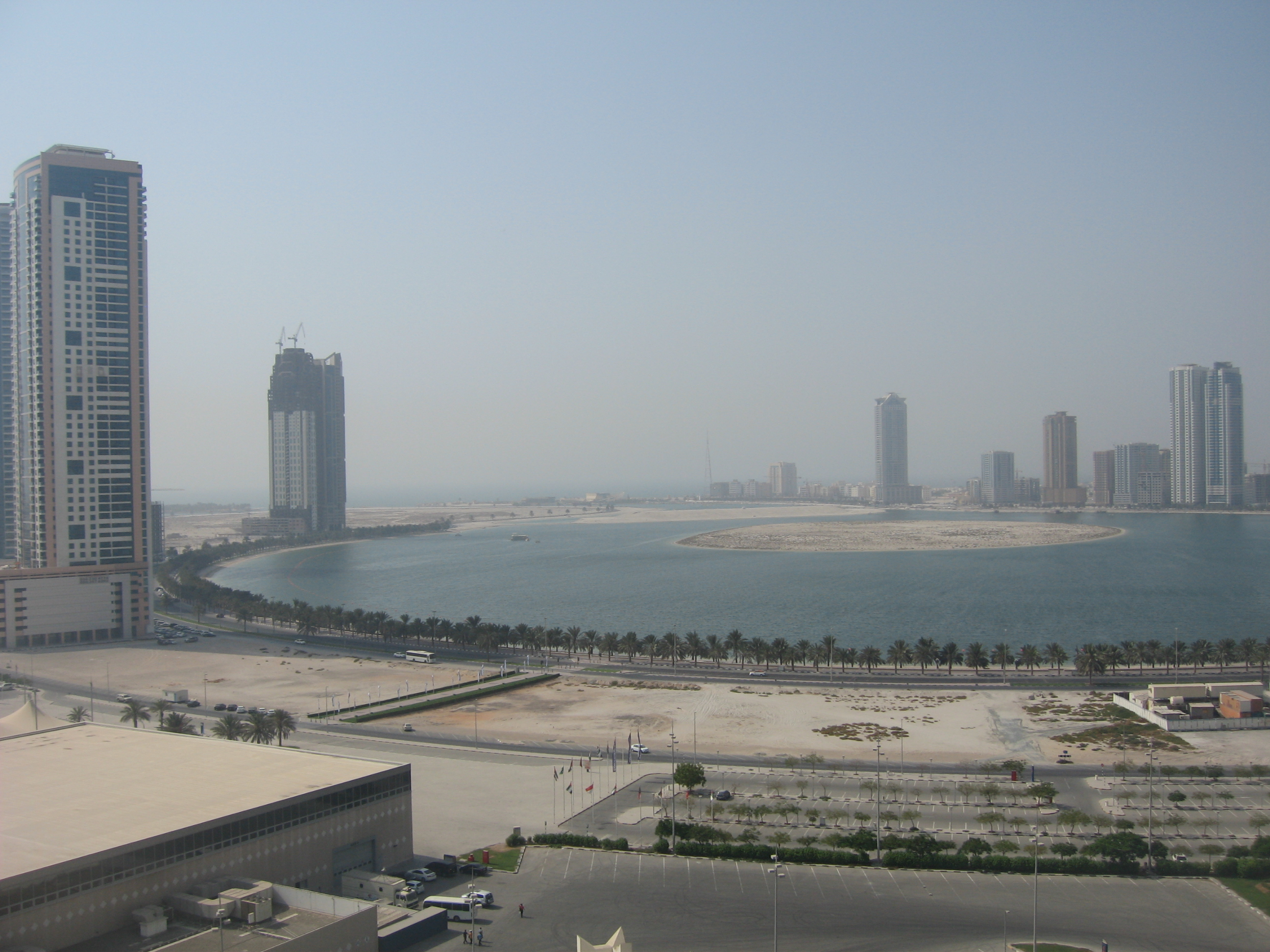
View of Al Khan lagoon, one of the three lagoons in Sharjah